# Glicoleteri
I glicoleteri (o Cellosolve) sono un gruppo di composti chimici utilizzati come solventi, a cui appartengono gli alchil-eteri del glicol etilenico.
In genere presentano un punto di ebollizione elevato.
Secondo alcuni studi, l'esposizione prolungata ai glicoleteri può portare ad una riduzione della motilità degli spermatozoi negli uomini.
Appartegnono al gruppo dei glicoleteri il 2-etossietanolo e il 2-metossietanolo.